# مارك فرير
مارك فرير هو لاعب هوكي الجليد كندي، ولد في 14 يوليو 1968 في تورونتو في كندا.

## وصلات خارجية
- مارك فرير على موقع دوري الهوكي الوطني (الإنجليزية)
- مارك فرير على موقع قاعة مشاهير الهوكي (لاعب أن.إتش.أل) (الإنجليزية)
- مارك فرير على موقع EliteProspects.com (الإنجليزية)
- مارك فرير على موقع HockeyDB.com (الإنجليزية)
- مارك فرير على موقع Hockey-Reference.com (الإنجليزية)